# Liste der bedeutendsten Schachturniere (1970–1979)
Dies ist eine Teilliste der Liste der bedeutendsten Schachturniere, die den Zeitraum 1970 bis 1979 umfasst.

## Liste
| Jahr      | Ort                                  | Sieger                                                                                            | 2. Platz | 3. Platz |
| --------- | ------------------------------------ | ------------------------------------------------------------------------------------------------- | --- | --- |
| 1969/1970 | Hastings                             | Lajos Portisch (Ungarn)                                                                           | Wolfgang Unzicker (BRD) | Svetozar Gligorić (Jugoslawien)                                                                               |
| 1970      | Budapest                             | Paul Keres (UdSSR)                                                                                | László Szabó (Ungarn) | Boris Ivkov (Jugoslawien), Alexei Suetin (UdSSR)                                                              |
|           | Wijk aan Zee                         | Mark Taimanow (UdSSR)                                                                             | Vlastimil Hort (Tschechoslowakei) | Boris Ivkov (Jugoslawien)                                                                                     |
|           | Lugano                               | Bent Larsen (Dänemark)                                                                            | Friðrik Ólafsson (Island) | Wolfgang Unzicker (BRD), Svetozar Gligorić (Jugoslawien)                                                      |
|           | Leiden                               | Boris Spasski (UdSSR)                                                                             | Jan Hein Donner (Niederlande) | Michail Botwinnik (UdSSR), Bent Larsen (Dänemark)                                                             |
|           | Rovinj/Zagreb                        | Bobby Fischer (USA)                                                                               | Vlastimil Hort (Tschechoslowakei), Svetozar Gligorić (Jugoslawien), Wassili Smyslow (UdSSR), Viktor Kortschnoi (UdSSR) | |
|           | Skopje                               | Jewgeni Wasjukow (UdSSR), Mark Taimanow (UdSSR)                                                   | | Florin Gheorghiu (Rumänien)                                                                                   |
|           | Caracas                              | Lubomir Kavalek (USA)                                                                             | Oscar Panno (Argentinien), Leonid Stein (UdSSR) | |
|           | Amsterdam                            | Lew Polugajewski (UdSSR), Boris Spasski (UdSSR)                                                   | | Wolfgang Uhlmann (DDR)                                                                                        |
|           | Buenos Aires                         | Bobby Fischer (USA)                                                                               | Wolodymyr Tukmakow (UdSSR) | Oscar Panno (Argentinien)                                                                                     |
|           | Vinkovci                             | Bent Larsen (Dänemark)                                                                            | David Bronstein (UdSSR), Vlastimil Hort (Tschechoslowakei), Svetozar Gligorić (Jugoslawien) | |
|           | Palma de Mallorca (Abschlusstabelle) | Bobby Fischer (USA)                                                                               | Bent Larsen (Dänemark), Efim Geller (UdSSR), Robert Hübner (BRD) | |
| 1970/1971 | Hastings                             | Lajos Portisch (Ungarn)                                                                           | Wolfgang Uhlmann (DDR), Peter Markland (England), Vlastimil Hort (Tschechoslowakei), Nikolai Krogius (UdSSR), Svetozar Gligorić (Jugoslawien)                                                                                        | |
| 1971      | Wijk aan Zee                         | Viktor Kortschnoi (UdSSR)                                                                         | Boris Ivkov (Jugoslawien), Svetozar Gligorić (Jugoslawien), Tigran Petrosjan (UdSSR), Friðrik Ólafsson (Island) | |
|           | Tallinn                              | Paul Keres (UdSSR), Michail Tal (UdSSR)                                                           | | David Bronstein (UdSSR), Leonid Stein (UdSSR)                                                                 |
|           | Havanna                              | Vlastimil Hort (Tschechoslowakei)                                                                 | Efim Geller (UdSSR) | Georgi Tringow (Bulgarien)                                                                                    |
|           | Sarajevo                             | David Bronstein (UdSSR), Milan Matulović (Jugoslawien), Milko Bobozow (Bulgarien)                 | | |
|           | Mar del Plata                        | Lew Polugajewski (UdSSR)                                                                          | Oscar Panno (Argentinien), Wolodymyr Sawon (UdSSR) | |
|           | Vrnjačka Banja                       | Rafael Vaganian (UdSSR)                                                                           | Ljubomir Ljubojević (Jugoslawien) | Leonid Stein (UdSSR)                                                                                          |
|           | Netanja                              | Lubomir Kavalek (USA), Bruno Parma (Jugoslawien)                                                  | | Samuel Reshevsky (USA)                                                                                        |
|           | Pärnu                                | Leonid Stein (UdSSR)                                                                              | Paul Keres (UdSSR), Michail Tal (UdSSR) | |
|           | Amsterdam                            | Wassili Smyslow (UdSSR)                                                                           | Lajos Portisch (Ungarn), Paul Keres (UdSSR), Walter Browne (USA) | |
|           | Göteborg                             | Ulf Andersson (Schweden), Vlastimil Hort (Tschechoslowakei)                                       | | Boris Spasski (UdSSR)                                                                                         |
|           | Berlin                               | Svetozar Gligorić (Jugoslawien)                                                                   | Jan Hein Donner (Niederlande) | Heikki Westerinen (Finnland)                                                                                  |
|           | Vršac                                | Henrique da Costa Mecking (Brasilien)                                                             | Lajos Portisch (Ungarn) | Boris Ivkov (Jugoslawien)                                                                                     |
|           | Moskau (Abschlusstabelle)            | Anatoli Karpow (UdSSR), Leonid Stein (UdSSR)                                                      | | Wassili Smyslow (UdSSR)                                                                                       |
|           | Palma de Mallorca                    | Ljubomir Ljubojević (Jugoslawien), Oscar Panno (Argentinien)                                      | | Lajos Portisch (Ungarn), Samuel Reshevsky (USA)                                                               |
| 1971/1972 | Hastings                             | Viktor Kortschnoi (UdSSR), Anatoli Karpow (UdSSR)                                                 | | Henrique da Costa Mecking (Brasilien), Robert Byrne (USA)                                                     |
| 1972      | Wijk aan Zee                         | Lajos Portisch (Ungarn)                                                                           | Arturo Pomar Salamanca (Spanien), Vlastimil Hort (Tschechoslowakei) | |
|           | Stockton-on-Tees                     | Bent Larsen (Dänemark)                                                                            | Ljubomir Ljubojević (Jugoslawien) | Lajos Portisch (Ungarn)                                                                                       |
|           | Las Palmas                           | Lajos Portisch (Ungarn)                                                                           | Wassili Smyslow (UdSSR), Bent Larsen (Dänemark) | |
|           | Amsterdam                            | Lew Polugajewski (UdSSR)                                                                          | Viktor Kortschnoi (UdSSR) | Wolfgang Uhlmann (DDR)                                                                                        |
|           | Zagreb                               | Leonid Stein (UdSSR)                                                                              | Mato Damjanović (Jugoslawien), Dražen Marović (Jugoslawien), Vlastimil Hort (Tschechoslowakei) | |
|           | Caorle (Zonenturnier)                | Ljubomir Ljubojević (Jugoslawien), Boris Ivkov (Jugoslawien)                                      | | Győző Forintos (Ungarn)                                                                                       |
|           | Helsinki (Zonenturnier)              | Iwan Radulow (Bulgarien)                                                                          | Florin Gheorghiu (Rumänien) | Hans-Joachim Hecht (BRD)                                                                                      |
|           | Sochumi                              | Michail Tal (UdSSR)                                                                               | Wolodymyr Sawon (UdSSR) | Mark Taimanow (UdSSR)                                                                                         |
|           | Kislowodsk                           | Lew Polugajewski (UdSSR)                                                                          | Leonid Stein (UdSSR) | Efim Geller (UdSSR)                                                                                           |
|           | Palma de Mallorca                    | Oscar Panno (Argentinien), Jan Smejkal (Tschechoslowakei), Viktor Kortschnoi (UdSSR)              | | |
|           | San Antonio                          | Anatoli Karpow (UdSSR), Tigran Petrosjan (UdSSR), Lajos Portisch (Ungarn)                         | | |
| 1972/1973 | Hastings                             | Bent Larsen (Dänemark)                                                                            | Wolfgang Uhlmann (DDR) | William Hartston (England)                                                                                    |
| 1973      | Wijk aan Zee                         | Michail Tal (UdSSR)                                                                               | Juri Balaschow (UdSSR) | Jewgeni Wasjukow (UdSSR)                                                                                      |
|           | Budapest                             | Efim Geller (UdSSR)                                                                               | Anatoli Karpow (UdSSR) | András Adorján (Ungarn), Rafael Vaganian (UdSSR), Vlastimil Hort (Tschechoslowakei), László Szabó (Ungarn)    |
|           | Tallinn                              | Michail Tal (UdSSR)                                                                               | Lew Polugajewski (UdSSR) | Juri Balaschow (UdSSR), David Bronstein (UdSSR), Paul Keres (UdSSR), Boris Spasski (UdSSR)                    |
|           | Ljubljana/Portorož                   | Lajos Portisch (Ungarn)                                                                           | Svetozar Gligorić (Jugoslawien), Miguel Quinteros (Argentinien), Jan Smejkal (Tschechoslowakei) | |
|           | Las Palmas                           | Tigran Petrosjan (UdSSR), Leonid Stein (UdSSR)                                                    | | Ulf Andersson (Schweden), Vlastimil Hort (Tschechoslowakei), Oscar Panno (Argentinien), Zoltán Ribli (Ungarn) |
|           | Lanzarote                            | Lubomir Kavalek (USA)                                                                             | Ulf Andersson (Schweden) | Ljubomir Ljubojević (Jugoslawien)                                                                             |
|           | Luhačovice                           | Jan Smejkal (Tschechoslowakei), András Adorján (Ungarn)                                           | | Vlastimil Hort (Tschechoslowakei)                                                                             |
|           | Dortmund                             | Hans-Joachim Hecht (BRD), Ulf Andersson (Schweden), Boris Spasski (UdSSR)                         | | |
|           | Leningrad (Interzonenturnier)        | Viktor Kortschnoi (UdSSR), Anatoli Karpow (UdSSR)                                                 | | Robert Byrne (USA)                                                                                            |
|           | Hilversum                            | László Szabó (Ungarn), Efim Geller (UdSSR)                                                        | | Ljubomir Ljubojević (Jugoslawien)                                                                             |
|           | Amsterdam                            | Tigran Petrosjan (UdSSR), Albin Planinc (Jugoslawien)                                             | | Lubomir Kavalek (USA)                                                                                         |
|           | Petrópolis (Interzonenturnier)       | Henrique da Costa Mecking (Brasilien)                                                             | Efim Geller (UdSSR), Lew Polugajewski (UdSSR), Lajos Portisch (Ungarn) | |
|           | Sotschi                              | Michail Tal (UdSSR)                                                                               | Boris Spasski (UdSSR) | Nikolai Krogius (UdSSR), Jan Smejkal (Tschechoslowakei)                                                       |
|           | Manila                               | Bent Larsen (Dänemark)                                                                            | Ljubomir Ljubojević (Jugoslawien) | Lubomir Kavalek (USA)                                                                                         |
|           | Bauang                               | Lubomir Kavalek (USA)                                                                             | Boris Ivkov (Jugoslawien), Miguel Quinteros (Argentinien) | |
|           | Madrid                               | Anatoli Karpow (UdSSR)                                                                            | Wolodymyr Tukmakow (UdSSR) | Semjon Furman (UdSSR)                                                                                         |
|           | Dubna                                | Michail Tal (UdSSR), Ratmir Cholmow (UdSSR)                                                       | | Rafael Vaganian (UdSSR)                                                                                       |
| 1973/1974 | Hastings                             | Michail Tal (UdSSR), László Szabó (Ungarn), Hennadij Kusmin (UdSSR), Jan Timman (Niederlande)     | | |
| 1974      | Wijk aan Zee                         | Walter Browne (USA)                                                                               | Jan Hein Donner (Niederlande) | Milan Matulović (Jugoslawien), Hans-Joachim Hecht (BRD), Albin Planinc (Jugoslawien)                          |
|           | Torremolinos                         | Eugenio Torre (Philippinen), Florin Gheorghiu (Rumänien)                                          | | William Lombardy (USA), Heikki Westerinen (Finnland)                                                          |
|           | Reykjavík                            | Wassili Smyslow (UdSSR)                                                                           | Győző Forintos (Ungarn) | David Bronstein (UdSSR), Dragoljub Velimirović (Jugoslawien)                                                  |
|           | Camagüey                             | Ulf Andersson (Schweden)                                                                          | Eduard Gufeld (UdSSR) | Jewgeni Wasjukow (UdSSR), Rainer Knaak (DDR)                                                                  |
|           | Las Palmas                           | Ljubomir Ljubojević (Jugoslawien)                                                                 | Alexander Beliavsky (UdSSR), Friðrik Ólafsson (Island) | |
|           | Solingen                             | Lew Polugajewski (UdSSR), Lubomir Kavalek (USA)                                                   | | Boris Spasski (UdSSR), Bojan Kurajica (Jugoslawien)                                                           |
|           | Amsterdam                            | Boris Ivkov (Jugoslawien), Wolodymyr Tukmakow (UdSSR), Vlastimil Jansa (Tschechoslowakei)         | | |
|           | Montilla                             | Iwan Radulow (Bulgarien)                                                                          | Lubomir Kavalek (USA), Helmut Pfleger (BRD) | |
|           | Halle                                | Michail Tal (UdSSR)                                                                               | Rainer Knaak (DDR) | Jan Smejkal (Tschechoslowakei)                                                                                |
|           | Manila                               | Jewgeni Wasjukow (UdSSR)                                                                          | Tigran Petrosjan (UdSSR) | Bent Larsen (Dänemark)                                                                                        |
| 1974/1975 | Hastings                             | Vlastimil Hort (Tschechoslowakei)                                                                 | Guðmundur Sigurjónsson (Island), Rafael Vaganian (UdSSR) | |
| 1975      | Wijk aan Zee                         | Lajos Portisch (Ungarn)                                                                           | Vlastimil Hort (Tschechoslowakei) | Jan Smejkal (Tschechoslowakei)                                                                                |
|           | Orense                               | Bent Larsen (Dänemark), Ljubomir Ljubojević (Jugoslawien), Ulf Andersson (Schweden)               | | |
|           | Tallinn                              | Paul Keres (UdSSR)                                                                                | Friðrik Ólafsson (Island), Boris Spasski (UdSSR) | |
|           | Budapest                             | Lew Polugajewski (UdSSR), Zoltán Ribli (Ungarn)                                                   | | Jan Smejkal (Tschechoslowakei)                                                                                |
|           | Cienfuegos                           | Ulf Andersson (Schweden)                                                                          | Juri Balaschow (UdSSR), Jewgeni Wasjukow (UdSSR) | |
|           | Las Palmas                           | Ljubomir Ljubojević (Jugoslawien)                                                                 | Ulf Andersson (Schweden), Henrique da Costa Mecking (Brasilien), Michail Tal (UdSSR) | |
|           | Ljubljana/Portorož                   | Anatoli Karpow (UdSSR)                                                                            | Svetozar Gligorić (Jugoslawien) | Zoltán Ribli (Ungarn), Semjon Furman (UdSSR), Vlastimil Hort (Tschechoslowakei)                               |
|           | Amsterdam                            | Ljubomir Ljubojević (Jugoslawien)                                                                 | Hans Böhm (Niederlande), Sergej Makaritschew (UdSSR), László Szabó (Ungarn), Jan Smejkal (Tschechoslowakei) | |
|           | Mailand                              | Anatoli Karpow (UdSSR)                                                                            | Lajos Portisch (Ungarn) | Tigran Petrosjan (UdSSR), Ljubomir Ljubojević (Jugoslawien)                                                   |
|           | Stockton-on-Tees                     | Efim Geller (UdSSR)                                                                               | Wassili Smyslow (UdSSR) | David Bronstein (UdSSR), Vlastimil Hort (Tschechoslowakei), Robert Hübner (BRD)                               |
|           | London                               | Tony Miles (England)                                                                              | András Adorján (Ungarn), Jan Timman (Niederlande) | |
|           | Szolnok                              | Wassili Smyslow (UdSSR)                                                                           | László Bárczay (Ungarn) | Heikki Westerinen (Finnland)                                                                                  |
|           | Reykjavík (Zonenturnier)             | Zoltán Ribli (Ungarn)                                                                             | Bruno Parma (Jugoslawien), Wladimir Liberson (Israel) | |
|           | Vilnius (Zonenturnier)               | Juri Balaschow (UdSSR), Boris Gulko (UdSSR), Witali Tseschkowski (UdSSR), Wolodymyr Sawon (UdSSR) | | |
|           | Manila                               | Ljubomir Ljubojević (Jugoslawien)                                                                 | Lew Polugajewski (UdSSR), Henrique da Costa Mecking (Brasilien), Bent Larsen (Dänemark), Helmut Pfleger (BRD) | |
|           | Moskau                               | Efim Geller (UdSSR)                                                                               | Boris Spasski (UdSSR) | Rafael Vaganian (UdSSR), Viktor Kortschnoi (UdSSR), Ratmir Cholmow (UdSSR)                                    |
| 1975/1976 | Hastings                             | David Bronstein (UdSSR), Vlastimil Hort (Tschechoslowakei), Wolfgang Uhlmann (DDR)                | | |
| 1976      | Wijk aan Zee                         | Ljubomir Ljubojević (Jugoslawien), Friðrik Ólafsson (Island)                                      | | Bojan Kurajica (Jugoslawien), Michail Tal (UdSSR)                                                             |
|           | Skopje                               | Anatoli Karpow (UdSSR)                                                                            | Wolfgang Uhlmann (DDR) | Jan Timman (Niederlande)                                                                                      |
|           | Vinkovci                             | Vlastimil Hort (Tschechoslowakei), Gyula Sax (Ungarn)                                             | | Lew Polugajewski (UdSSR), Georgi Tringow (Bulgarien)                                                          |
|           | Lone Pine                            | Tigran Petrosjan (UdSSR)                                                                          | Larry Christiansen (USA), Wassili Smyslow (UdSSR), Oscar Panno (Argentinien), Miguel Najdorf (Argentinien), Miguel Quinteros (Argentinien), Tony Miles (England), Kenneth Rogoff (USA), Győző Forintos (Ungarn), Walter Browne (USA) | |
|           | Manila (Interzonenturnier)           | Henrique da Costa Mecking (Brasilien)                                                             | Vlastimil Hort (Tschechoslowakei), Lew Polugajewski (UdSSR) | |
|           | Jerewan                              | Oleg Romanischin (UdSSR)                                                                          | Boris Gulko (UdSSR) | Wolodymyr Sawon (UdSSR)                                                                                       |
|           | Las Palmas                           | Efim Geller (UdSSR)                                                                               | Bent Larsen (Dänemark) | Robert Byrne (USA), Robert Hübner (BRD)                                                                       |
|           | Amsterdam                            | Anatoli Karpow (UdSSR)                                                                            | Walter Browne (USA) | Friðrik Ólafsson (Island), Jan Timman (Niederlande)                                                           |
|           | Manila                               | Eugenio Torre (Philippinen)                                                                       | Anatoli Karpow (UdSSR) | Ljubomir Ljubojević (Jugoslawien)                                                                             |
|           | Montilla                             | Anatoli Karpow (UdSSR)                                                                            | Lubomir Kavalek (USA), Ricardo Calvo Mínguez (Spanien), Michael Stean (England) | |
|           | Novi Sad                             | Jan Smejkal (Tschechoslowakei)                                                                    | Dragoljub Velimirović (Jugoslawien) | Vlastimil Hort (Tschechoslowakei)                                                                             |
|           | Amsterdam                            | Viktor Kortschnoi (Schweiz), Tony Miles (England)                                                 | | Gyula Sax (Ungarn)                                                                                            |
|           | Biel (Interzonenturnier)             | Bent Larsen (Dänemark)                                                                            | Tigran Petrosjan (UdSSR), Lajos Portisch (Ungarn), Michail Tal (UdSSR) | |
|           | Reykjavík                            | Friðrik Ólafsson (Island), Jan Timman (Niederlande)                                               | | Miguel Najdorf (Argentinien), Wolodymyr Tukmakow (UdSSR)                                                      |
|           | Halle                                | Juri Balaschow (UdSSR)                                                                            | Włodzimierz Schmidt (Polen) | Burkhard Malich (DDR)                                                                                         |
|           | Sotschi                              | Lew Polugajewski (UdSSR), Jewgeni Sweschnikow (UdSSR)                                             | | Witali Tseschkowski (UdSSR)                                                                                   |
|           | Banja Luka                           | Vlastimil Hort (Tschechoslowakei)                                                                 | Milan Vukić (Jugoslawien) | Enver Bukić (Jugoslawien), Wladimir Bagirow (UdSSR), Bruno Parma (Jugoslawien)                                |
| 1976/1977 | Hastings                             | Oleg Romanischin (UdSSR)                                                                          | Shimon Kagan (Israel) | James Edward Tarjan (USA)                                                                                     |
| 1977      | Wijk aan Zee                         | Efim Geller (UdSSR), Gennadi Sosonko (Niederlande)                                                | | Jan Timman (Niederlande)                                                                                      |
|           | Belgrad                              | Milan Matulović (Jugoslawien), Jan Smejkal (Tschechoslowakei)                                     | | Ulf Andersson (Schweden)                                                                                      |
|           | Tallinn                              | Michail Tal (UdSSR)                                                                               | Oleg Romanischin (UdSSR) | Aivars Gipslis (UdSSR)                                                                                        |
|           | Bad Lauterberg                       | Anatoli Karpow (UdSSR)                                                                            | Jan Timman (Niederlande) | Semjon Furman (UdSSR)                                                                                         |
|           | Genf                                 | Bent Larsen (Dänemark)                                                                            | Ulf Andersson (Schweden) | Roman Dzindzichashvili (USA), Gennadi Sosonko (Niederlande)                                                   |
|           | Vrbas                                | Wolfgang Uhlmann (DDR)                                                                            | Zoltán Ribli (Ungarn), Svetozar Gligorić (Jugoslawien) | |
|           | Las Palmas                           | Anatoli Karpow (UdSSR)                                                                            | Bent Larsen (Dänemark) | Jan Timman (Niederlande)                                                                                      |
|           | Ljubljana/Portorož                   | Bent Larsen (Dänemark)                                                                            | Vlastimil Hort (Tschechoslowakei), Wolodymyr Sawon (UdSSR) | |
|           | Leningrad                            | Oleg Romanischin (UdSSR), Michail Tal (UdSSR)                                                     | | Wassili Smyslow (UdSSR)                                                                                       |
|           | Budapest                             | David Bronstein (UdSSR)                                                                           | Aivars Gipslis (UdSSR), Gyula Sax (Ungarn) | |
|           | Montilla                             | Svetozar Gligorić (Jugoslawien)                                                                   | Lubomir Kavalek (USA) | Michael Stean (England)                                                                                       |
|           | Sotschi                              | Michail Tal (UdSSR)                                                                               | Efim Geller (UdSSR), Alexei Suetin (UdSSR) | |
|           | Tilburg                              | Anatoli Karpow (UdSSR)                                                                            | Tony Miles (England) | Vlastimil Hort (Tschechoslowakei), Lubomir Kavalek (USA), Robert Hübner (BRD)                                 |
|           | London                               | Vlastimil Hort (Tschechoslowakei)                                                                 | Jonathan Mestel (England), Miguel Quinteros (Argentinien), Michael Stean (England) | |
| 1977/1978 | Hastings                             | Roman Dzindzichashvili (USA)                                                                      | Tigran Petrosjan (UdSSR), Gyula Sax (Ungarn) | |
| 1978      | Wijk aan Zee                         | Lajos Portisch (Ungarn)                                                                           | Viktor Kortschnoi (Schweiz) | Ulf Andersson (Schweden)                                                                                      |
|           | Reykjavík                            | Walter Browne (USA)                                                                               | Tony Miles (England) | Bent Larsen (Dänemark), Friðrik Ólafsson (Island), William Lombardy (USA), Vlastimil Hort (Tschechoslowakei)  |
|           | Bugojno                              | Anatoli Karpow (UdSSR), Boris Spasski (UdSSR)                                                     | | Jan Timman (Niederlande)                                                                                      |
|           | Las Palmas                           | Gyula Sax (Ungarn), Wolodymyr Tukmakow (UdSSR)                                                    | | Friðrik Ólafsson (Island)                                                                                     |
|           | Nikšić                               | Boris Gulko (UdSSR), Jan Timman (Niederlande)                                                     | | Rafael Vaganian (UdSSR)                                                                                       |
|           | Amsterdam                            | Jan Timman (Niederlande)                                                                          | Zoltán Ribli (Ungarn), | Roman Dzindzichashvili (USA), Vlastimil Hort (Tschechoslowakei), Helmut Pfleger (BRD)                         |
|           | Vilnius                              | Wolodymyr Tukmakow (UdSSR)                                                                        | Tigran Petrosjan (UdSSR) | Boris Gulko (UdSSR)                                                                                           |
|           | Tilburg                              | Lajos Portisch (Ungarn)                                                                           | Jan Timman (Niederlande) | Roman Dzindzichashvili (USA), Robert Hübner (BRD), Tony Miles (England)                                       |
|           | Buenos Aires                         | Ulf Andersson (Schweden)                                                                          | Rafael Vaganian (UdSSR), Oscar Panno (Argentinien), Wassili Smyslow (UdSSR) | |
|           | Amsterdam (Zonenturnier)             | Jan Timman (Niederlande), Tony Miles (England)                                                    | | Michael Stean (England)                                                                                       |
|           | Halle                                | Wolfgang Uhlmann (DDR), Iván Faragó (Ungarn), Rainer Knaak (DDR)                                  | | |
| 1978/1979 | Hastings                             | Ulf Andersson (Schweden)                                                                          | Alexander Kotschijew (UdSSR), Jewgeni Wasjukow (UdSSR), István Csom (Ungarn), Jonathan Speelman (England) | |
| 1979      | Warschau (Zonenturnier)              | Zoltán Ribli (Ungarn)                                                                             | Gyula Sax (Ungarn), Jan Smejkal (Tschechoslowakei), Florin Gheorghiu (Rumänien), András Adorján (Ungarn) | |
|           | Wijk aan Zee                         | Lew Polugajewski (UdSSR)                                                                          | Tony Miles (England), Ulf Andersson (Schweden), Gennadi Sosonko (Niederlande) | |
|           | São Paulo                            | Viktor Kortschnoi (Schweiz), Ljubomir Ljubojević (Jugoslawien)                                    | | Florin Gheorghiu (Rumänien), Ulf Andersson (Schweden), Anatoli Lein (USA)                                     |
|           | München                              | Boris Spasski (UdSSR), Ulf Andersson (Schweden), Juri Balaschow (UdSSR), Robert Hübner (BRD)      | | |
|           | Tallinn                              | Tigran Petrosjan (UdSSR)                                                                          | | Michail Tal (UdSSR), Rafael Vaganian (UdSSR)                                                                  |
|           | Banja Luka                           | Garri Kasparow (UdSSR)                                                                            | Jan Smejkal (Tschechoslowakei), Ulf Andersson (Schweden) | |
|           | Montréal                             | Michail Tal (UdSSR), Anatoli Karpow (UdSSR)                                                       | | Lajos Portisch (Ungarn)                                                                                       |
|           | Johannesburg                         | Viktor Kortschnoi (Schweiz)                                                                       | Wolfgang Unzicker (BRD) | Tony Miles (England)                                                                                          |
|           | Waddinxveen                          | Anatoli Karpow (UdSSR)                                                                            | Lubomir Kavalek (USA) | Vlastimil Hort (Tschechoslowakei)                                                                             |
|           | Bled/Portorož                        | Jan Timman (Niederlande)                                                                          | Bent Larsen (Dänemark), Zoltán Ribli (Ungarn) | |
|           | Amsterdam                            | Vlastimil Hort (Tschechoslowakei), Gyula Sax (Ungarn)                                             | | Jan Smejkal (Tschechoslowakei), Ulf Andersson (Schweden)                                                      |
|           | Buenos Aires                         | Viktor Kortschnoi (Schweiz), Ljubomir Ljubojević (Jugoslawien)                                    | | Walter Browne (USA)                                                                                           |
|           | Riga (Interzonenturnier)             | Michail Tal (UdSSR), Lew Polugajewski (UdSSR)                                                     | | Zoltán Ribli (Ungarn), András Adorján (Ungarn)                                                                |
|           | Rio de Janeiro (Interzonenturnier)   | Lajos Portisch (Ungarn), Tigran Petrosjan (UdSSR), Robert Hübner (BRD)                            | | |
|           | Novi Sad                             | Florin Gheorghiu (Rumänien)                                                                       | Efim Geller (UdSSR), Jewgeni Sweschnikow (UdSSR) | |
|           | Tilburg                              | Anatoli Karpow (UdSSR)                                                                            | Oleg Romanischin (UdSSR) | Lajos Portisch (Ungarn)                                                                                       |
|           | Buenos Aires                         | Bent Larsen (Dänemark)                                                                            | Boris Spasski (UdSSR), Tony Miles (England), Ulf Andersson (Schweden), Miguel Najdorf (Argentinien) | |